# السنف (أسلم)

تعديل مصدري - تعديل

السنف هي إحدى قرى عزلة أسلم الوسط بمديرية أسلم التابعة لمحافظة حجة، بلغ تعداد سكانها 510 نسمة حسب تعداد اليمن لعام 2004.